# Cryphia hellenica
Cryphia hellenica là một loài bướm đêm trong họ Noctuidae.